# Anèmia sideroblàstica
L'anèmia sideroblàstica és una anèmia en què la medul·la òssia produeix sideroblastes en anell. Generalment forma part de la síndrome mielodisplàstica, que pot derivar a neoplàsies hematològiques (especialment a un leucèmia aguda mieloide). L'organisme té ferro però no el pot incorporar a l'hemoglobina.
Els sideroblastes són eritròcits nucleats amb grànuls de ferro al seu citoplasma.

## Causes
Les anèmies sideroblàstiques poden ser:
- Congènites: En el cromosoma X[3]
- Adquirides: Que poden ser tan idiopàtiques com secundàries (ja sigui per dèficit de la vitamina B6 o per intoxicació per plom).

## Símptomes
Els símptomes d'aquesta anèmia inclouen: pell pàl·lida, fatiga, malalties del cor, dany al fetge i la insuficiència renal que pot ser el resultat de l'acumulació de ferro en aquests òrgans.